# Dare mo mamotte kurenai
Dare mo mamotte kurenai (誰も守ってくれない?), noto anche con il titolo internazionale Nobody to Watch Over Me, è un film giapponese del 2009.

## Trama
L'investigatore Takumi si trova a doversi occupare di Saori, sorella quindicenne di un sospettato di omicidio che ha appena arrestato; quest'ultimo, un ragazzo di diciotto anni accusato di avere ucciso due studentesse sue coetanee, è infatti l'unica persona che è rimasta a Saori, altrimenti sola al mondo.

## Distribuzione
La pellicola ha goduto di una distribuzione a livello nazionale a cura della Toho, a partire dal 24 gennaio 2009.